# Loper Bach
Der Loper Bach ist ein 3,1 km langer, orographisch rechter bzw. nördlicher Nebenfluss der Agger in Nordrhein-Westfalen, Deutschland.

## Geographie
Der Bach entspringt am westlichen Ortsrand von Strombach-Lope auf einer Höhe von 276 m ü. NHN. Er fließt überwiegend südwestliche Richtungen. Bei Ötterstal mündet von Osten her der 1,2 km lange Ötterstaler Bach und in Oesinghausen, von Norden kommend, der hier mit 6,2 km deutlich längere (und auch einzugsgebietsreichere) Lambach, bevor der Loper Bach wenig danach auf 153 m ü. NHN von rechts in die Agger einfließt.
Nach seiner Flussstrecke von 3,1 km Länge mündet er 123 Höhenmeter unter seinem Ursprung, was einem mittleren Sohlgefälle von 39,7 ‰ entspricht. Der Loper Bach entwässert ein 10,017 km² großes Einzugsgebiet über Agger, Sieg und Rhein zur Nordsee.